# 江潤珊
江潤珊，香港前公務員，曾擔任黃大仙民政事務專員。她於2002年加入香港政府任職政務主任。她曾在2000年代中期在工業貿易署任職高級政務主任，負責中小型企業的資助計劃。在2016年10月27日獲委任為黃大仙民政事務專員。在2019冠狀病毒病香港疫情時，黃大仙區曾在2020年7月時佔全港確診個案3成，惟她被批評拒絕會見民主派的區議員以回應訴求。她在2020年香港立法會選舉公佈選舉主任名單時獲安排跨區出任香港島選區選舉主任，並傳出即將調任的消息。及後，她在2020年7月17日後卸任專員並由黃智華接任，未有出任選舉主任。她在卸任後改於勞工及福利局出任首席助理秘書長，負責兒童事務委員會的工作，及後亦於2021年初辭任公務員，首席助理秘書長及後由鄭建瑩接任。